# Elektriske transmissionsanlæg i Danmark
Elektriske transmissionsanlæg i Danmark sender elektricitet fra kraftværker til elforbrugere. Energinet.dk står for det overordnede elnet på 132 kiloVolt til 400 kV vekselstrøm. Lokale elnet-selskaber står for lavere spændinger.

## Transmissionsanlæg
I Jylland findes bl.a højspændingsforbindelsen Kassø-Tjele-Aalborg, og Kassø-Aarhus-Aalborg. Højspændingsforbindelsen Idomlund-Grænsen er under opbygning. Fyn er vekselstrømsforbundet med Jylland under Lillebælt.
På Sjælland findes bl.a 400 kV-linierne Asnæsværket-Bjæverskov, Asnæsværket-Kyndbyværket og Hovegård-Kyndbyværket.
Jylland er forbundet med vekselstrøm til Tyskland, mens Sjælland er forbundet med vekselstrøm til Sverige. De to danske elsystemer er ikke synkrone med hinanden, og udveksler strøm i en 600 MW jævnstrømsforbindelse under Storebælt siden 2010.

## Transmission med udlandet
Danmark er forbundet med udlandet af følgende internationale transmissionsanlæg.
Jylland:

- Jylland-Tyskland 2500 MW vekselstrøm
- Konti-Skan 700 MW jævnstrøm med Sverige
- Skagerrak 1600 MW jævnstrøm med Norge, via jævnstrømsstation Tjele
- COBRAcable 700 MW jævnstrøm med Nederlandene
- Viking Link 800 MW jævnstrøm med England

Sjælland:

- Øresundskablerne vekselstrøm med Sverige; 1700 MW eksport, og 1300 MW import
- Kontek 600 MW og Kriegers Flak havmøllepark 400 MW, jævnstrøm med Tyskland

- Bornholm-Sverige, 60 MW